# 玉乃淳
玉乃 淳（たまの じゅん、1984年6月19日 - ）は、東京都出身の元プロサッカー選手。ポジションはMF・FW。

## 経歴

### クラブ
小学生からヴェルディ下部組織で育ち、15歳だった1999年にヴェルディジュニアユースが出場したナイキプレミアカップでのプレーが認められ、アトレティコ・マドリードのユースチームに加入し、3シーズン在籍。そのアトレティコ・マドリード時代はフェルナンド・トーレスともプレーした。ヴェルディユースに復帰し、ユース所属ながら東京ヴェルディ1969（現:東京ヴェルディ）トップチームに2種選手として登録されることとなった。
2002年9月18日の東京ダービーで途中起用されJリーグデビュー。2005年には、天皇杯優勝に貢献するも、シーズンを通し途中交代での出場が多く、ヴェルディでレギュラーポジションを確保するには至らなかった。2006年シーズンは徳島ヴォルティスへレンタル移籍。徳島では定位置を確保したが、シーズン終了後に所属元のヴェルディから戦力外通告を受け、2007年にJ1初参戦となる横浜FCへと完全移籍。しかし多くは試合出場を得られず、チームは1年限りでJ2再降格が決定。2008年は2年前に所属した徳島ヴォルティスへ復帰し主力として起用されたが、2009年にザスパ草津へ移籍し、12月24日に現役引退を表明した。

### 引退後
2011年は、カナダで語学の勉強をしており、帰国時にはFoot!に出演し2年半過ごしたアトレティコユースと、熱狂的なファンであるレアル・マドリードの紹介をした。
2012年よりサッカー解説者として主にJ SPORTSでJリーグの解説を担当。また、週刊サッカーダイジェストで『玉乃淳の「セカンドキャリアに幸あれ!!」』という元選手にセカンドキャリアについてのインタビューを行うコーナーを担当。J SPORTS/スカパー!でのJリーグ中継では,実況担当の下田恒幸をして「解説というより感覚的な感想が多い」「その試合や1つのプレーや、サッカーそのものをものすごく楽しんで、乗っかっちゃっている感じの波長が（自分と）近い」と言わしめるほどの特徴的なコメンタリーで話題を集め、2014年12月3日放送の『マツコ&有吉の怒り新党』では、下田とのコンビで「新3大・試合より気になる放送席」の一つとして取り上げられる。
2014年12月4日、株式会社バランスマネジメントとマネジメント契約を締結したと発表した。
2016年5月23日にプロスポーツ選手のセカンドキャリア支援サイト『TAMAJUN JOURNAL』を開設。
2017年2月1日、独立し、自身が運営する 株式会社 JAPAN TRENDY にてマネジメントを開始。
2017年8月末日をもってサッカー解説やテレビ出演を全て降板し、早稲田大学人間科学部へ入学。次の目標のためにビジネス分野での『基礎練』をするためだという。『TAMAJUN JOURNAL』の更新も同日付で終了した（サイト自体は残されている）。
2017年より博報堂DYメディアパートナーズのスポーツビジネス局で勤務。
2019年12月18日付でアルビレックス新潟のゼネラルマネージャーに就任し、翌年3月28日付で前任者の退任に伴い新潟の強化部長を兼務することとなった。
2020年11月18日、同日付けで強化部長から退任。また、ゼネラルマネージャーからも12月31日をもって退任すると発表された。

## 個人成績
| 国内大会個人成績 | 国内大会個人成績 | 国内大会個人成績 | 国内大会個人成績 | 国内大会個人成績 | 国内大会個人成績 | 国内大会個人成績 | 国内大会個人成績 | 国内大会個人成績 | 国内大会個人成績 | 国内大会個人成績 | 国内大会個人成績 |
| 年度             | クラブ           | 背番号           | リーグ           | リーグ戦         | リーグ戦         | リーグ杯         | リーグ杯         | オープン杯       | オープン杯       | 期間通算         | 期間通算         |
| 年度             | クラブ           | 背番号           | リーグ           | 出場             | 得点             | 出場             | 得点             | 出場             | 得点             | 出場             | 得点             |
| 日本             | 日本             | 日本             | 日本             | リーグ戦         | リーグ戦         | リーグ杯         | リーグ杯         | 天皇杯           | 天皇杯           | 期間通算         | 期間通算         |
| ---------------- | ---------------- | ---------------- | ---------------- | ---------------- | ---------------- | ---------------- | ---------------- | ---------------- | ---------------- | ---------------- | ---------------- |
| 2002             | 東京V            | 33               | J1               | 5                | 1                | 1                | 0                | 0                | 0                | 6                | 1                |
| 2003             | 東京V            | 33               | J1               | 3                | 1                | 1                | 0                | 0                | 0                | 4                | 1                |
| 2004             | 東京V            | 33               | J1               | 2                | 0                | 2                | 1                | 2                | 0                | 6                | 1                |
| 2005             | 東京V            | 33               | J1               | 16               | 0                | 5                | 0                | 0                | 0                | 21               | 0                |
| 2006             | 徳島             | 32               | J2               | 34               | 2                | -                | -                | 2                | 1                | 36               | 3                |
| 2007             | 横浜FC           | 20               | J1               | 6                | 0                | 1                | 0                | 0                | 0                | 7                | 0                |
| 2008             | 徳島             | 20               | J2               | 37               | 2                | -                | -                | 0                | 0                | 37               | 2                |
| 2009             | 草津             | 20               | J2               | 9                | 0                | -                | -                | 0                | 0                | 9                | 0                |
| 通算             | 日本             | 日本             | J1               | 32               | 2                | 10               | 1                | 2                | 0                | 44               | 3                |
| 通算             | 日本             | 日本             | J2               | 80               | 4                | -                | -                | 2                | 1                | 82               | 5                |
| 総通算           | 総通算           | 総通算           | 総通算           | 112              | 6                | 10               | 1                | 4                | 1                | 116              | 8                |

- 2002年はヴェルディユース所属